# Segundo proceso de vacancia presidencial contra Pedro Pablo Kuczynski
El segundo proceso de vacancia presidencial contra Pedro Pablo Kuczynski fue una acción iniciada por el Congreso de la República del Perú con la finalidad de declarar la «permanente incapacidad moral» del presidente Pedro Pablo Kuczynski, lo que generaría la vacancia de la Presidencia de la República. Este caso sigue al primer proceso de vacancia que se llevó a cabo en diciembre de 2017 y que no logró la remoción del presidente por no alcanzarse el mínimo número de votos requerido por ley (87), quedando por tanto rechazada.
El segundo proceso de vacancia se gestó como una iniciativa de las agrupaciones de izquierda Nuevo Perú y Frente Amplio, aunque fue el respaldo de la agrupación opositora Fuerza Popular (que gozaba de mayoría en el congreso) el determinante para que la moción alcanzara el número adhesiones necesarias (26 congresistas) para poder ser presentada.
El 15 de marzo, el Congreso peruano admitió la moción con 87 votos a favor. Pero el debate y la votación en el Congreso para definir la vacancia, programado para el 22 de marzo, no se llegó a realizar debido a la renuncia de Kuczynski, luego de que los fujimoristas dieran a la luz unos videos y audios en donde se mostraba que operadores del Gobierno, incluyendo un ministro de Estado, negociaban con el legislador de Fuerza Popular Moisés Mamani con el objetivo de comprar su voto en contra de la vacancia a cambio de obras para su región.

## Entorno jurídico
La vigente Constitución de 1993 establece en su artículo 113° que la Presidencia de la República vaca por:

1. Muerte del Presidente de la República.

2. Su permanente incapacidad moral o física, declarada por el Congreso.

3. Aceptación de su renuncia por el Congreso. 

4. Salir del territorio nacional sin permiso del Congreso o no regresar a él dentro del plazo fijado. Y

5. Destitución, tras haber sido sancionado por alguna de las infracciones mencionadas en el artículo 117.º de la Constitución.

Con relación a la vacancia por la causal de «permanente incapacidad moral o física», hasta el año 2004 no existía un procedimiento que estableciera claramente el modo de aplicación del artículo constitucional correspondiente, razón por la cual la Sentencia del Tribunal Constitucional N° 0006-2003-AI/TC fijó como criterio que la destitución del presidente de la república solo podría ser aprobada con una votación calificada de cuando menos los dos tercios del número legal de congresistas, exhortando al Congreso a legislar sobre la materia a fin de llenar el vacío legal hasta entonces existente. En atención a ello, mediante Resolución Legislativa del Congreso N° 030-2003-CR se introdujo en el Reglamento del Congreso el artículo 89-A que reguló tal procedimiento en los siguientes términos:

«Artículo 89-A. El procedimiento para el pedido de vacancia de la Presidencia de la República, por la causal prevista en el inciso 2) del artículo 113 de la Constitución, se desarrolla de acuerdo con las siguientes reglas: 
 
a) El pedido de vacancia se formula mediante moción de orden del día, firmada por no menos del veinte por ciento del número legal de Congresistas, precisándose los fundamentos de hecho y de derecho en que se sustenta, así como de los documentos que lo acrediten o, en su defecto, la indicación del lugar donde dichos documentos se encuentren. Tiene preferencia en el Orden del Día y es vista antes que cualquier otra moción pendiente en la agenda. Recibido el pedido, copia del mismo se remite, a la mayor brevedad, al Presidente de la República. 
b) Para la admisión del pedido de vacancia se requiere el voto de por lo menos el cuarenta por ciento de Congresistas hábiles. La votación se efectúa indefectiblemente en la siguiente sesión a aquella en que se dio cuenta de la moción. 
c) El Pleno del Congreso acuerda día y hora para el debate y votación del pedido de vacancia, sesión que no puede realizarse antes del tercer día siguiente a la votación de la admisión del pedido ni después del décimo, salvo que cuatro quintas partes del número legal de Congresistas acuerden un plazo menor o su debate y votación inmediata. Si fuera necesario se cita, para este efecto, a una sesión especial. El Presidente de la República cuya vacancia es materia del pedido puede ejercer personalmente su derecho de defensa o ser asistido por letrado, hasta por sesenta minutos. 
El acuerdo que declara la vacancia de la Presidencia de la República, por d) la causal prevista en el inciso 2) del artículo 113 de la Constitución, requiere una votación calificada no menor a los 2/3 del número legal de miembros del Congreso y consta en Resolución del Congreso. 
e) La resolución que declara la vacancia se publica en el diario oficial dentro de las veinticuatro horas siguientes al de la recepción de la transmisión remitida por el Congreso. En su defecto, el Presidente del Congreso ordena que se publique en uno de los diarios de mayor circulación nacional, sin perjuicio de las responsabilidades a que hubiere lugar. 
 
f) La resolución que declara la vacancia rige desde que se comunica al vacado, al Presidente del Consejo de Ministros o se efectúa su publicación, lo que ocurra primero.».
Reglamento del Congreso.

De esta manera, quedó establecido que la votación calificada necesaria para poder vacar el cargo de presidente de la república, debe alcanzar un mínimo de 87 votos, que corresponde a los dos tercios del número legal de congresistas, considerando que en el congreso peruano el número legal de sus miembros asciende a 130.
Cabe señalar que, si bien la Constitución es clara al señalar la «permanente incapacidad moral o física» como causal de vacancia presidencial, por otro lado la propia Constitución señala también en su artículo 117° que el presidente de la República solo puede ser acusado, durante su período, por traición a la patria; por impedir las elecciones presidenciales, parlamentarias, regionales o municipales; por disolver el Congreso, salvo en los casos previstos en el artículo 134 de la Constitución, y por impedir su reunión o funcionamiento, o los del Jurado Nacional de Elecciones y otros organismos del sistema electoral. Este artículo fue invocado por el abogado del presidente Kuczynski durante su alegato de defensa ante el Congreso al afrontar el primer pedido de vacancia en 2017.

## Proceso de vacancia

### Justificación del pedido de vacancia
Durante el primer pedido de vacancia por «incapacidad moral permanente», los congresistas promotores señalaron como sustento el hecho de que Kuczynski hubiera mentido constantemente, negando su vínculo laboral con la organización Odebrecht, pese a que un informe de la misma empresa, dado a conocer el 13 de diciembre de 2017, aseguraba que las empresas de consultoría vinculadas con Kuczynski (una, Westfield Capital, que era su empresa unipersonal, y la otra First Capital, aunque perteneciente a su socio chileno Jorge Sepúlveda, pero muy relacionada con él) habían recibido pagos de la empresa brasileña por servicios de asesoría, incluso cuando Kuczynski había sido ministro de Estado entre 2004 y 2006, durante el gobierno de Alejandro Toledo, lo cual evidenciaría un conflicto de intereses.
Fracasado el primer intento de vacancia, la bancada izquierdista de Frente Amplio planteó en enero de 2018 un nuevo pedido de vacancia, teniendo como nuevo causal el indulto a Alberto Fujimori, que supuestamente habría sido negociado y otorgado de manera ilegal. Ello no prosperó, ante la falta de apoyo de los fujimoristas de Fuerza Popular, cuyos votos eran necesarios por tratarse de la bancada mayoritaria. Bajo esa experiencia, las bancadas izquierdistas de Frente Amplio y Nuevo Perú se unieron para promover otra moción de vacancia, concentrándose exclusivamente en el caso Odebrecht, aduciendo que se habían descubierto nuevos indicios de corrupción y conflicto de interés de parte de Kuczynski cuando fue ministro de Estado en el gobierno de Toledo, indicios que los partidarios del gobierno achacaron que solo se respaldaban con investigaciones periodísticas.

### Presentación de la moción de vacancia
| Grupo parlamentario                         | Legisladores |
| ------------------------------------------- | --- |
| Nuevo Perú                                  | Richard Arce (Apurímac) Mario Canzio (Junín) Manuel Dammert (Lima) Marisa Glave (Lima) Indira Huilca (Lima) Edgar Ochoa (Cusco) Oracio Pacori (Puno) Tania Pariona (Ayacucho) Alberto Quintanilla (Puno) Horacio Zeballos (Arequipa)                          |
| Frente Amplio por Justicia, Vida y Libertad | Justiniano Apaza (Arequipa) Marco Arana (Cajamarca) Jorge Castro (Tacna) Hernando Cevallos (Piura) Edilberto Curro (Puno) María Elena Foronda (Áncash) Humberto Morales (Ayacucho) Zacarías Lapa (Huancavelica) Wilbert Rozas (Cusco) Rogelio Tucto (Huánuco) |
| Fuerza Popular                              | Gladys Andrade (Lima Provincias) Nelly Cuadros (Cusco) Carlos Domínguez (Áncash) Luis López (Piura) Roy Ventura (Pasco) |
| Alianza para el Progreso                    | César Villanueva (San Martín) Edwin Donayre (Lima) |
| Célula parlamentaria Aprista                | Mauricio Mulder (Lima) |
| No agrupados                                | Julio Rosas (Lima) Yeni Vilcatoma (Lima) |

El nuevo impulso a la moción de vacancia partió, pues, por iniciativa de la agrupación de izquierda Frente Amplio, a la que se sumó la bancada de Nuevo Perú; sin embargo, la moción solo se hizo viable una vez que la agrupación Fuerza Popular (de mayoría en el Congreso) se plegó en respaldo a dicha moción, garantizando así el mínimo de adhesiones requerido (26 congresistas). La moción fue presentada ante el Congreso el 8 de marzo de 2018. Para su admisión por parte del pleno del Congreso, se requería un mínimo de 52 votos.

### El promotor de la segunda vacancia

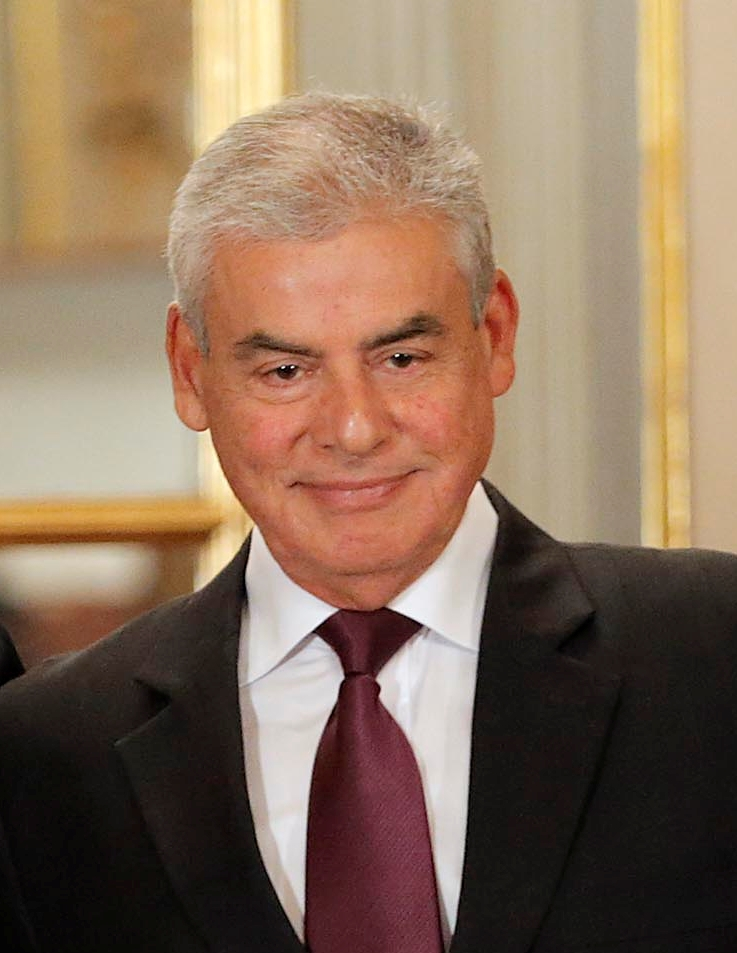
César Villanueva, congresista por Alianza para el Progreso, fue el principal promotor del segundo proceso de vacancia.

Si bien los votos fujimoristas e izquierdistas fueron los que mayoritariamente pusieron en marcha el segundo proceso de vacancia, el principal promotor y cabeza notoria del proceso fue el congresista César Villanueva, de Alianza para el Progreso, partido liderado por César Acuña. Ello llamó la atención, pues durante el primer proceso de vacancia, Villanueva se había mostrado contrario a la misma y se había abstenido de votar. Al ser interrogado por la prensa de que su extraño viraje podría deberse a algún entendimiento con el primer vicepresidente Martín Vizcarra para asumir un cargo importante a futuro, en caso de producirse la vacancia de PPK, Villanueva negó que él o su bancada hubieran negociado algo semejante.

### Críticas al proceso de vacancia y calificación de golpe de Estado
La Segunda Vicepresidenta de la República Mercedes Aráoz consideró como un "golpe de Estado" la intención de destituir al Presidente, señalando que “[en el gobierno] hemos sido confiados en que podíamos trabajar con un Parlamento que jugaba por los intereses del país. Quizás nuestra peor culpa es esa, confiar en los políticos que tienen intereses individuales”. En el mismo sentido se pronunció el abogado defensor del presidente, Alberto Borea, quien señaló que “los vicepresidentes de la República no pueden ser usados como fantoches o pretexto para avalar un golpe de Estado. Por lo tanto, si hay una violación constitucional, el vicepresidente de la República no está en la obligación de asumir la carga presidencial”.
Por su parte la ex lideresa del Partido Popular Cristiano, Lourdes Flores Nano, criticó el intento de destituir al presidente señalando que "estamos viendo una especie de revocatoria presidencial que no existe como figura. La Constitución no autoriza a los parlamentarios a revocar al presidente elegido (...) Me parece que hay una desnaturalización [de la Constitución]".

### Aprobación en el Congreso de la moción para el inicio del proceso de vacancia
El 15 de marzo de 2018 se sometió a debate la admisión de la moción de vacancia en el pleno del Congreso, a cuyo término el pleno del congreso procedió a votar la moción obteniéndose 87 votos a favor de iniciar el proceso de vacancia, 15 votos en contra y 15 abstenciones. La moción recibió el respaldo de todas las bancadas, a excepción de la oficialista Peruanos por el Kambio (que votó en contra) y de los congresistas no agrupados, entre ellos, los tres ex oficialistas y el bloque de Kenji Fujimori (que se abstuvieron). Estos últimos, llamados los avengers (10 en total), era una facción disidente del fujimorismo, que también se había abstenido de votar por la vacancia durante el primer proceso. La Junta de Portavoces programó el debate del pedido de vacancia presidencial para el jueves 22 de marzo, fecha en la que el presidente debía ejercer su derecho de defensa.
Se necesitaba para aprobar la vacancia 87 votos, coincidentemente el mismo número de los que habían votado por la admisión de la moción. Sin embargo, ello no constituía una premonición de lo que podría ocurrir en la votación del 22 de marzo, ya que varios legisladores habían votado solo a favor de realizar el proceso, dejando al final del mismo su decisión final, luego de escuchar la defensa de PPK. Se preveía que la votación estaría muy ajustada y que se decidiría con poquísimos votos, incluso hasta por un voto; corrió el rumor que el gobierno estaba comprando congresistas para que se abstuvieran de votar a favor de la vacancia.

### Informe de la Unidad de Inteligencia Financiera (UIF)

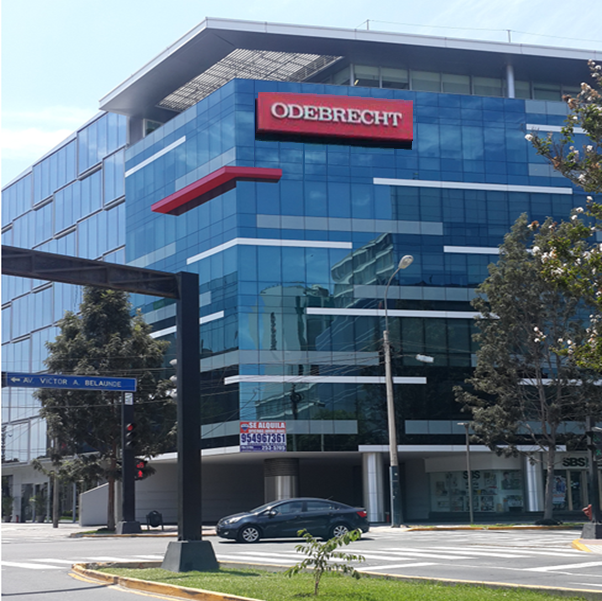
La empresa Odebrecht entregó dinero a (Westfield Capital) empresa unipersonal de PPK durante el gobierno de Alejandro Toledo.

Poco antes de la aprobación de la moción de vacancia, se filtró al conocimiento público un informe reservado de la Unidad de Inteligencia Financiera (UIF) remitido al Ministerio Público y a la Comisión Lava Jato del Congreso, referente a las movidas de dinero de las cuentas bancarias de PPK. Ese documento de 33 páginas revelaba que desde las empresas y consorcios vinculados al Grupo Odebrecht se habían hecho varias transferencias de dinero hacia Westfield Capital, la empresa unipersonal de PPK, mucho más de lo que se había revelado durante el primer proceso de vacancia. Este movimiento cubría entre 2004 y 2017, es decir, cuando PPK fue Ministro de Estado entre 2004 y 2006, e incluso cuando ya era presidente a partir del 2016. Asimismo, se habían hecho transferencias de la misma empresa brasileña hacia otra cuenta que PPK tenía mancomunadamente con su esposa Nancy Lange y con Gloria Kisic, hermana del ministro de Defensa Jorge Kisic. También se reveló que hubo otra transferencia de First Capital, la empresa del socio de PPK, Jorge Sepúlveda, hacia la cuenta mancomunda de Kuczynski-Kisic.
Entre otros detalles no menos importantes del informe de la UIF, consta además que PPK transfirió 600.000 dólares a la cuenta del chofer de Palacio de Gobierno y 89.000 dólares a la cuenta del congresista oficialista Gilbert Violeta, lo cual llamó mucho la atención de los medios informativos. Pero como explicación a ello se dijo que el dinero transferido al chofer, era por pagos acumulados de once años de su trabajo, así como por cuentas de la luz, teléfono y otros servicios que el chofer se encargaba de hacer por ser persona de confianza de PPK; en cuanto a lo de Violeta, el mismo congresista explicó que se trataban de sus honorarios como abogado de PPK, hechos no en un solo pago, sino en varios durante ocho años de servicio.
La filtración de este informe, que se presume fue hecho desde la Comisión Lava Jato presidida por Rosa Bartra, habría sido con la intención de mellar aún más la credibilidad del presidente de la República, aunque para los defensores de PPK agregaba poco a lo que ya se sabía.

### La actitud de Martín Vizcarra

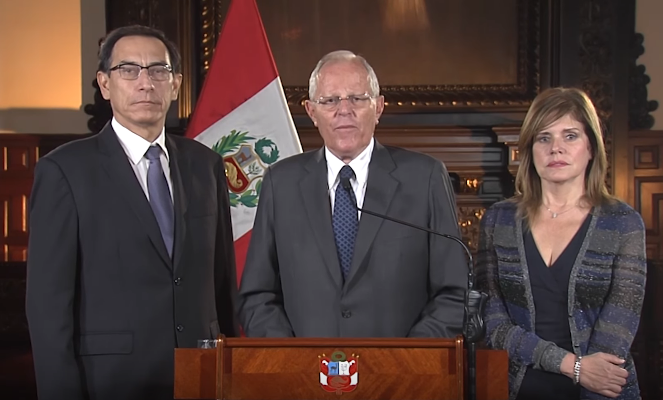
Pedro Pablo Kuczynski al lado de sus vicepresidentes, Martín Vizcarra y Mercedes Aráoz, en mensaje a la Nación previo al inicio del primer proceso de vacancia.

El primer vicepresidente Martín Vizcarra se hallaba entonces como embajador en Canadá. Ante la exigencia de algunos miembros del oficialismo de que se pronunciara si iba renunciar o no a su cargo, en caso de ser vacado PPK, Vizcarra se limitó a responder vía Twitter que lo importante era trabajar por la gobernabilidad del país. Esta actitud contrastaba con la que había tenido durante el primer proceso de vacancia, cuando retornó a Lima para apoyar al presidente, dejando a entrever que renunciaría a la vicepresidencia, junto con Meche Araóz, en caso de consumarse la vacancia presidencial. Corrió entonces el rumor de que Vizcarra se había reunido con representantes de partidos de oposición y Keiko Fujimori para coordinar su ascenso al poder, aunque él lo negó.
Causó también suspicacia el hecho de que Vizcarra fuera muy cercano a César Villanueva, desde la época en que ambos fueran presidentes regionales.

### Defensa de Pedro Pablo Kuczynski
A los pocos días de presentarse la moción de vacancia, se hizo público que el abogado defensor del presidente sería el exsenador Alberto Borea Odría, quien también ejerció dicha función durante el primer proceso de vacancia. Al ser consultado por la prensa sobre este nuevo proceso señaló que “es absolutamente impropio para el país estar discutiendo sobre lo mismo. Hay un principio en el derecho que se llama Non bis in idem y como tú comprendes no puedes repetir una moción sobre lo mismo”.

### Escándalo de los kenjivideos
El 20 de marzo de 2018, la bancada de Fuerza Popular mostró las pruebas de que el gobierno estaba comprando el apoyo de congresistas para que votaran contra la vacancia presidencial, un rumor que ya había circulado durante el primer proceso. Se trataba de un conjunto de videos editados donde se observan las conversaciones entre los congresistas Bienvenido Ramírez y Guillermo Bocángel (de la bancada de Kenji Fujimori) para intentar convencer al congresista fujimorista Moisés Mamani (representante de Puno) a no apoyar la vacancia presidencial, a cambio de obras para su región. En algunos de esos videos participan también Alexei Toledo, asesor de Kenji Fujimori, y Fredy Aragón, director de la Sucamec. En uno de los videos se ve a Kenji Fujimori en una reunión con Mamani, en la que también se encuentra Alexei Toledo y Bienvenido Ramírez. Este último explica al parlamentario puneño los beneficios que obtendría a cambio de unirse al grupo de Kenji y apoyar a PPK; ello se traduciría en que las obras y proyectos para su región tendrían acceso privilegiado con el Ejecutivo. En otro video se ve a Bocángel hablando sobre el control administrativo del Congreso, una vez que accedan a la Mesa Directiva. Y en un tercer video, se ve a Alberto Borea Odría, abogado de PPK en el tema de la vacancia, explicando a Mamani sobre aspectos de ese proceso y dándole el número telefónico de un ministro de Estado.
Algunos de los involucrados en el escándalo, como Kenji y Bienvenido, se defendieron diciendo que era práctica normal que los congresistas recurrieran a los ministros para pedir obras a favor de sus regiones. También la primera ministra Meche Aráoz y algunos ministros salieron a dar una conferencia de prensa, usando el mismo argumento defensivo. El congresista Bienvenido dijo incluso que solo había “fanfarroneado”. Pero lo que se cuestionaba era el hecho que desde el gobierno se negociaran obras con el fin de reorientar la votación de un grupo de congresistas en el tema de la vacancia presidencial, lo que vendría constituir la figura delictiva de tráfico de influencias.
Pocas horas después, los fujimoristas dieron la estocada final, al difundir un conjunto de audios, en los que se escucha al ministro de Transportes y Comunicaciones, Bruno Giuffra ofrecer a Mamani obras a cambio de su voto para evitar la vacancia. La prensa resaltó una frase de Giuffra en la que dice: «compadre, ya sabes cómo es la nuez y qué cosa vas a sacar», presumiblemente haciendo referencia a los beneficios que sacaría Mamani si votaba en contra de la vacancia. También se escucha una invitación a Mamani para que se reuniera con el mismo presidente en su casa de la calle Choquehuanca de distrito de San Isidro.

### Renuncia a la presidencia de Pedro Pablo Kuczynski
La revelación de esos videos y audios, llamados los Kenjivideos, causó mucha conmoción en el ambiente político. Hasta entonces, se preveía que la votación para lograr la vacancia estaría muy ajustada y que incluso Kuczynski podría nuevamente salir airoso como había ocurrido en el primer proceso. Pero los Kenjivideos determinaron que varios congresistas que hasta entonces habían manifestado su abstención (entre ellos los tres ex oficialistas) se plegaran a favor de la vacancia, y así lo dieron a conocer abiertamente. Ante el escenario previsible que le aguardaba en el debate programado por el Congreso, para el día jueves 22, Kuczynski optó por renunciar a la presidencia de la República, enviando su carta de renuncia al Congreso, y dando a conocer su decisión a la ciudadanía a través de un mensaje televisado, transmitido a las dos y cuarenta de la tarde del día 21 de marzo de 2018. PPK hizo un recuento de todos los actos de obstrucción que había sufrido de parte de la mayoría fujimorista en el Congreso, la misma que había provocado la caída de varios ministros de Estado y un gabinete ministerial; reiteró asimismo su inocencia en el caso Odebrecht y afirmó que los videos y audios sobre la compra de votos habían sido editados maliciosamente.

Pienso que lo mejor para el país es que yo renuncie a la presidencia de la República. No quiero ser un escollo para que nuestra nación encuentre la senda de la unidad y la armonía que tanto se necesita y que a mí me negaron. No quiero que la patria ni mi familia sigan sufriendo con la incertidumbre de los últimos tiempos.(...) Habrá una transición constitucionalmente ordenada.
Kuczynski, en su mensaje de renuncia a la presidencia de la República. Lima, 21 de marzo de 2018.

La Junta de Portavoces del Congreso, si bien rechazó los términos de la carta de renuncia de Kuczynski, aduciendo que este no hacía ninguna autocrítica y solo se dedicaba a victimizarse, aceptó la misma y programó para el día 22 de marzo, a partir las cuatro de la tarde, un debate en el Congreso para evaluar la renuncia. Ese debate se prolongó hasta el día siguiente. Aunque un sector de congresistas de la izquierda sostenía que no se debía aceptar la renuncia de PPK y que el Congreso debía proceder a la vacancia por incapacidad moral, la mayoría de congresistas consideraron que se debía aceptar, para poner de una vez punto final a la crisis. Al hacerse público el texto preliminar de la resolución del Congreso, en el que se le señalaba que el presidente había «traicionado a la patria», PPK anunció que retiraría su carta de renuncia si se mantenía ese calificativo. La Junta de Portavoces decidió entonces omitir esa expresión. La renuncia fue aceptada con 105 votos a favor, 12 en contra y 3 abstenciones. Instantes después se procedió a la juramentación del primer vicepresidente Martín Vizcarra, como nuevo presidente constitucional de la República. Poco después, el flamante gobierno anunció que su primer ministro sería César Villanueva, el mismo que había sido el principal impulsor del segundo pedido de vacancia presidencial contra PPK.